# Тетерино (Рязанская область)
Тетерино — деревня в Клепиковском районе Рязанской области. Входит в состав Болоньского сельского поселения.

## География
Находится в северной части Рязанской области на расстоянии приблизительно 10 км на запад-юго-запад по прямой от районного центра города Спас-Клепики.

## История
На карте 1850 года показана как поселение с 17 дворами. В 1859 году здесь (тогда деревня Рязанского уезда Рязанской губернии) было учтено 16 дворов, в 1897 — 54.

## Население
Численность населения: 189 человек (1859 год), 363 (1897), 26 в 2002 году (русские 100 %), 18 в 2010.